# Хлорид полония(IV)
Хлорид полония(IV) — бинарное неорганическое соединение, соль металла полония и соляной кислоты с формулой PoCl4, жёлтые кристаллы.

## Получение
- Действие нагретого хлора на металлический полоний:

{\displaystyle {\mathsf {Po+2Cl_{2}\ {\xrightarrow {200^{o}C}}\ PoCl_{4}}}}
- Растворение полония в разбавленной соляной кислоте:

{\displaystyle {\mathsf {Po+4HCl\ {\xrightarrow {}}\ PoCl_{4}+2H_{2}}}}
- Нагревание оксида полония(IV) в среде хлороводорода

{\displaystyle {\mathsf {PoO_{2}+4HCl\ {\xrightarrow {200^{o}C}}\ PoCl_{4}+2H_{2}O}}}

## Физические свойства
Хлорид полония(IV) образует жёлтые кристаллы.

## Химические свойства
- Реагирует с соляной кислотой с образованием гексахлорополониевой кислоты:

{\displaystyle {\mathsf {PoCl_{4}+2HCl\ {\xrightarrow {}}\ H_{2}[PoCl_{6}]}}}